# Тинтан
Тинтан (араб. طينطان‎, фр. Tintane) — город в южной части Мавритании. Расположен в области Ход-эль-Гарби, на высоте 294 м над уровнем моря.

## Демография
Население города по данным на 2013 год составляет 22 449 человек.
Динамика численности населения по годам:
| 1997   | 1998   | 2013   |
| ------ | ------ | ------ |
| 11 025 | 11 591 | 22 449 |